# فرن والش
فرنسیس رزمری «فرن» والش (انگلیسی: Frances Rosemary "Fran" Walsh؛ زادهٔ ۱۰ ژانویهٔ ۱۹۵۹) یک ترانه‌سرا، فیلم‌نامه‌نویس و تهیه‌کننده فیلم اهل نیوزیلند است. وی از سال ۱۹۸۳ میلادی تا کنون مشغول فعالیت بوده‌ است.
فرن والش همسر پیتر جکسون کارگردان سینما می‌باشد که در مرحله پس از تولید فیلم «بدمزه» در سال ۱۹۸۷ با وی آشنا شد و تقریباً در همه فیلم‌های وی به عنوان یکی از نویسندگان حضور دارد و تابحال سه مرتبه هم برنده جایزه اسکار بهترین فیلم‌نامه اقتباسی شده است.

## بخشی از فیلم‌شناسی
1. دیدار با احمقان (۱۹۸۹)
2. مخ‌تعطیل (۱۹۹۲)
3. موجودات آسمانی (۱۹۹۴)
4. ترس آفرینان (۱۹۹۶)
5. ارباب حلقه‌ها: یاران حلقه (۲۰۰۱)
6. دو برج (۲۰۰۲)
7. بازگشت پادشاه (۲۰۰۳)
8. کینگ کونگ (۲۰۰۵)
9. استخوان‌های دوست‌داشتنی (۲۰۰۹)
10. هابیت: یک سفر غیرمنتظره (۲۰۱۲)
11. هابیت: برهوت اسماگ (۲۰۱۳)
12. هابیت: نبرد پنج سپاه (۲۰۱۴)